# Escarihuela

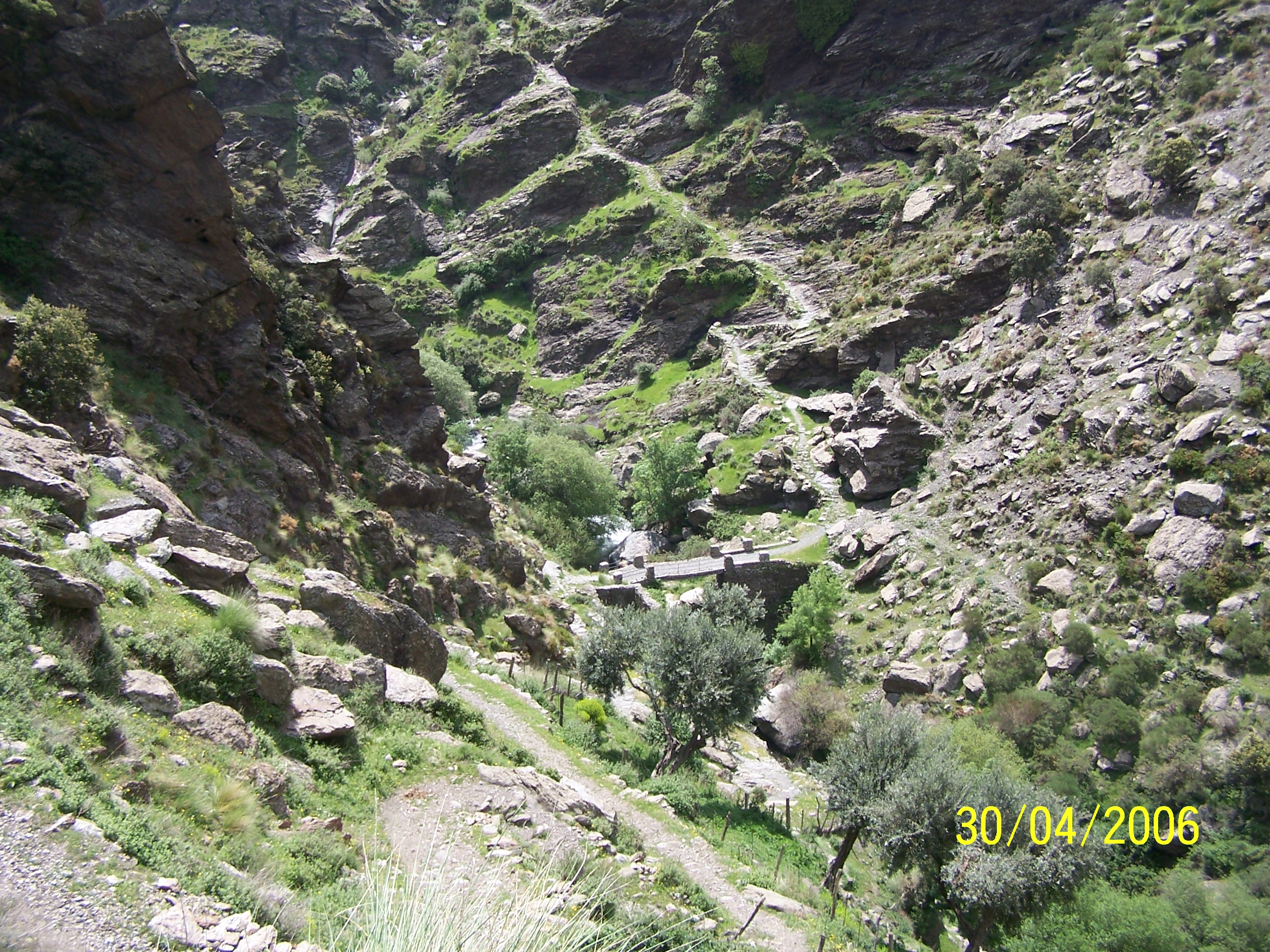
Vista de la Carihuela de Busquístar al cruzar el río de Trevélez.

Escarihuela o su aferética carihuela son voces dialectales que se utilizan, especialmente en territorios discontinuos de la cordillera Penibética pertenecientes al antiguo Reino de Granada y de la Región de Murcia, para designar caminos o veredas muy estrechos y pendientes, construidos en zigzag en laderas de montañas escarpadas, a veces tallando la piedra.
Son numerosas las formas que adopta la voz en los tratados de léxico regional sin que ninguna de ellas esté recogida en el DRAE. Se pueden documentar: escarihuela; escarigüela; escarrigüela; carihuela; carigüela;
carrigüela; caregüela; y escaleruela.

## Etimología
Se ha propuesto para carihuela la raíz prerromana *karr 'piedra' a través del término latino cario, perteneciente al componente ilirio-ligur del 
sustrato mediterráneo occidental. También se ha relacionado con escalera y con alquería, por sus derivados escaleruela y alqueruela, como diminutivos despectivos, y con escarola por similitud del zigzagueo de las carihuelas con las revueltas que presentan en sus bordes las hojas exteriores de la planta asterácea.

## Ejemplos
A modo de ejemplo, se citan las carihuelas del Helechar o del Portichuelo de Cástaras, de Campuzano, de Panjuila o Fereirola y de Busquístar, todas en La Alpujarra Granadina bastante bien conservadas. Las de Ferreirola y Busquístar están protegidas en la declaración de Sitio Histórico de La Alpujarra Media y La Taha y la del Helechal forma parte de la Ruta Medieval de La Alpujarra.

## Topónimos
Este grupo de términos ha dado lugar a topónimos en las provincias de Murcia, Granada, Almería y Málaga, entre otros  La Carihuela, barrio de Torremolinos; La Escarihuela, pedanía de Lorca y la cueva de la Carihuela en Píñar.

## Otros usos
La voces carihuela, carregüela, carrehuela, carrigüela y carrihuela pueden ser variantes fonéticas de correhuela, planta convulácea, que tienen su raíz en correhuela diminutivo de correa, y que han originado diversos topónimos en regiones como Aragón, Almería o León, por ejemplo.
En Aragón el término escarigüela denomina a lugares donde se tiran la caballerías muertas.